# Boerhavia heronensis
Boerhavia heronensis är en underblomsväxtart som beskrevs av Rafaël Herman Anna Govaerts. Boerhavia heronensis ingår i släktet Boerhavia och familjen underblomsväxter. Inga underarter finns listade i Catalogue of Life.